# Категорії електроприймачів
Категорії електроприймачів — це розподіл споживачів електроенергії по надійності електропостачання.

## Класифікація
Щодо забезпечення надійності електропостачання електричні приймачі за ПУЕ поділяють на три категорії (позначаються римськими цифрами).
Електричні приймачі I категорії — електричні приймачі, перерва електропостачання яких може спричинити небезпеку для життя людей, значний збиток суб'єктам господарювання, пошкодження дорогого основного обладнання, масовий брак продукції, розлад складного технологічного процесу, порушення функціонування особливо важливих елементів комунального господарства.
Зі складу електричних приймачів I категорії виділяється особлива група електричних приймачів, безперебійна робота яких необхідна для безаварійного зупину виробництва, з метою запобігання загрозі життю людей, вибухам, пожежам і пошкодженням дорогого основного обладнання.
Електричні приймачі II категорії — електричні приймачі, перерва електропостачання яких приводить до масового недовідпуску продукції, масових простоїв робітників, механізмів і промислового транспорту, порушення нормальної діяльності значної кількості міських і сільських жителів.
Електричні приймачі III категорії — решта електричних приймачів, що не підпадають під визначення I і II категорій.
Незалежне джерело живлення електроприймача або групи електроприймачів — джерело живлення, на якому зберігається напруга в межах, регламентованих ПУЕ для післяаварійного режиму, при зникненні її на іншому або інших джерелах живлення цих електроприймачів.
Електроприймачі першої категорії повинні забезпечуватися електроенергією від двох незалежних взаєморезервуючих джерел живлення, і перерва їх електропостачання при порушенні електропостачання від одного з джерел живлення може бути допущена лише на час автоматичного відновлення живлення.
Для електропостачання особливої групи електроприймачів І категорії має передбачатися додаткове живлення від третього незалежного взаєморезервуючого джерела живлення.
Як трете незалежне джерело живлення для особливої групи електроприймачів і як друге незалежне джерело живлення для решти електроприймачів І категорії можуть бути використані місцеві електростанції, електростанції енергосистем, спеціальні агрегати безперебійного живлення, акумуляторні батареї тощо.

## Способи виконання
Якщо резервуванням електропостачання не можна забезпечити необхідної безперервності технологічного процесу або якщо резервування електропостачання економічно не доцільне, має бути здійснено технологічне резервування, наприклад, шляхом установлення взаєморезервуючих технологічних агрегатів, спеціальних пристроїв безаварійного зупину технологічного процесу, що діють при порушенні електропостачання.
Електроприймачі II категорії рекомендується забезпечувати електроенергією від двох незалежних взаєморезервуючих джерел живлення.
Для електроприймачів II категорії при порушенні електропостачання від одного з джерел живлення допустимі перерви електропостачання на певний час, необхідний для вмикання резервного живлення діями чергового персоналу або виїзної оперативної бригади.
Допускається живлення електроприймачів II категорії по одній повітряній лінії, якщо забезпечено можливість проведення аварійного ремонту цієї лінії за час, не більший однієї доби.
Для електроприймачів III категорії електропостачання може виконуватися від одного джерела живлення за умови, що перерви електропостачання, необхідні для ремонту або заміни пошкодженого елемента системи електропостачання, не перевищують однієї доби.
Електропостачання всіх протипожежних пристроїв (пожежних насосів, вогнезатримувальних клапанів з електроприводом, централізованої системи оповіщення про пожежу, установок охоронно-пожежної сигналізації, пожежогасіння, електрозасувок на протипожежних водопроводах, сигналізаторів вибухонебезпечних концентрацій горючих газів, вибухонебезпечних парів, пилу тощо) виконується, як правило, за першою категорією надійності.